# بين غلادوين
بين غلادوين (بالإنجليزية: Ben Gladwin) هو لاعب كرة قدم بريطاني في مركز الدفاع، ولد في 8 يونيو 1992 في ريدنغ في المملكة المتحدة. لعب مع سويندون تاون وكوينز بارك رينجرز ونادي بريستول سيتي ونادي سالزبري سيتي.

## وصلات خارجية
- بين غلادوين على موقع قاعدة بيانات كرة القدم.إي يو (الإنجليزية)
- بين غلادوين على موقع Soccerbase.com (لاعب) (الإنجليزية)